# Трапецеидальный синус

Трапецеидальный и тригонометрический синусы

Трапецеидальный синус — кусочно-гладкая функция действительной переменной с периодом {\displaystyle 2\pi }. Она находит широкое применение, например, в электро- и радиотехнике. На замкнутом интервале {\displaystyle [0;2\pi ]} трапецеидальный синус задаётся следующими формулами:
{\displaystyle \sin _{tr}x={\frac {4x}{\pi }},\quad 0\leq x\leq {\frac {\pi }{4}}};
{\displaystyle \sin _{tr}x=1,\quad {\frac {\pi }{4}}\leq x\leq {\frac {3\pi }{4}}}
{\displaystyle \sin _{tr}x={\frac {4(\pi -x)}{\pi }},\quad {\frac {3\pi }{4}}\leq x\leq {\frac {5\pi }{4}}}
{\displaystyle \sin _{tr}x=-1,\quad {\frac {5\pi }{4}}\leq x\leq {\frac {7\pi }{4}}}
{\displaystyle \sin _{tr}x={\frac {4(x-2\pi )}{\pi }},\quad {\frac {7\pi }{4}}\leq x\leq 2\pi }

## Разложение в ряд Фурье
Как и любая кусочно-гладкая периодическая функция действительного аргумента, трапецеидальный синус может быть разложен в ряд Фурье. Из-за нечётности трапецеидального синуса его разложение в тригонометрический ряд Фурье не содержит членов с косинусом.
Кроме того, трапецеидальный синус не содержит в своём разложении чётных гармоник. Первые несколько коэффициентов разложения имеют вид:
{\displaystyle b_{1}={\frac {8{\sqrt {2}}}{\pi ^{2}}},b_{3}={\frac {8{\sqrt {2}}}{9\pi ^{2}}},b_{5}=-{\frac {8{\sqrt {2}}}{25\pi ^{2}}},b_{7}=-{\frac {8{\sqrt {2}}}{49\pi ^{2}}}}
Сходимость разложения трапецеидального синуса в ряд Фурье иллюстрируется графиком:

## Применение
Трапецеидальный синус широко применяется в электротехнике, поскольку переменный ток такой формы достаточно просто получить из постоянного тока при большой мощности нагрузки[уточнить]. В частности, в современных ИБП и инверторах выходное напряжение чаще всего имеет форму трапецеидального синуса. Также трапецеидальный синус применяется для анализа некоторых задач теории колебаний, где использование обычного (тригонометрического) синуса приводит к сильному усложнению конечных результатов.